# NGC 5501
NGC 5501 је лентикуларна галаксија у сазвежђу Девица која се налази на NGC листи објеката дубоког неба.
Деклинација објекта је + 1° 16' 22" а ректасцензија 14h 12m 20,1s. Привидна величина (магнитуда) објекта NGC 5501 износи 13,9 а фотографска магнитуда 14,8. NGC 5501 је још познат и под ознакама MCG 0-36-27, CGCG 18-78, PGC 50724.